# Закиров, Мухамет Тафтизанович
Минимухаме́т (Мухаме́т) Тафтиза́нович Заки́ров (баш. Миңлемөхәмәт (Мөхәмәт) Тәфтизан улы Закиров; 24 ноября 1950, дер. Давлятовка, Башкирская АССР — 22 ноября 2014, Уфа) — башкирский поэт, редактор и журналист, корреспондент, член Союза писателей Республики Башкортостан.

## Биография
Окончил Башкирский государственный университет (ныне Уфимский университет науки и технологий). Работал старшим редактором в Государственном телерадиокомитете Башкортостана, в последние годы — корреспондентом отдела литературы и искусства газеты «Кызыл тан».
Член Союза писателей России с 2000 г.

## Творчество
Писал стихи с 1970-х годов. Для его стихов характерны искренность чувств, использование образов и мотивов народного творчества, тонкий юмор. В то же время в них чувствуются внутренняя тоска, боль за сегодняшнюю жизнь, за потерю нравственных ориентиров.
Изданные поэтические сборники:
- Закиров М. Т. Свет березы : Стихи. — Уфа : Башк. кн. изд-во, 1985. — 31 с.
- «Цветочная волна» (1990)
- «Исцелившая рана» (1992)
- «Мы из Караиделя» (2005)
- «Соловей на сабле» (2005)
- «Родной дом» (2010).